# Vides dels dotze cèsars
Vides dels dotze cèsars (en llatí: De vita Caesarum) és una sèrie de biografies històriques dels dotze primers emperadors romans, des de Juli Cèsar fins a Domicià, publicades per l'escriptor romà Suetoni, després de l'any 121.
Suetoni, membre de l'ordre dels cavallers (equites) interessat amb temes de la història de Roma, va ser superintendent de les biblioteques públiques (a bibliothecis) i responsable dels arxius (a studiis) durant el regnat Trajà, i, a més, va ser secretari ab epistulis de l'emperador Hadrià. Aquests càrrecs li van facilitar l'accés a la documentació i arxius imperials per tal d'elaborar les biografies dels primers emperadors romans.
Les biografies no estan estructurades de forma cronològica, sinó temàticament. L'organització dels capítols es manté constantment al llarg de l'obra. És a dir, després d'una introducció dels avantpassats, primers anys i carrera pública del biografiat, es relaten els assoliments polítics més importants de l'emperador. Molt sovint s'intercalen anècdotes, escàndols o aspectes de la conducta privada, gustos sexuals i religiosos. La biografia conclou amb una relació de la mort de l'emperador i una descripció del seu aspectes físic i altres trets significatius. L'obra utilitza un llenguatge senzill, simple, fins i tot, amb un to popular i recreatiu, que il·lustra de forma realista els fets de l'emperador.
Els dotze cèsars biografiats són Juli Cèsar, Cèsar August, Tiberi, Cal·lígula, Claudi, Neró, Galba, Otó, Vitel·li, Vespasià, Titus i Domicià, fent èmfasi especialment en la dinastia julioclàudia. L'obra va ser model de publicacions biogràfiques posteriors com Caesares de Marius Maximus, Historia Augusta o Vida de Carlemany d'Einhard, fins a la traducció en llengües vulgars de les Vides paral·leles de Plutarc.